# V5652 Sagittarii
V5157 Sagittarii (även Gumala) eller HD 179949 är en ensam stjärna i den mellersta  delen av stjärnbilden Skytten belägen nära Vintergatans centrum. Den har en skenbar magnitud av ca 6,25 och är mycket svagt synlig för blotta ögat där ljusföroreningar ej förekommer. Baserat på parallax enligt Gaia Data Release 3 på ca 36,31 mas beräknas den befinna sig på ett avstånd på ca 90 ljusår (ca 27,5 parsek) från solen. Stjärnan rör sig närmare solen med en heliocentrisk hastighet av ca -25 km/s.

## Nomenklatur
HD 179949 gavs namnet Gumala i NameExoWorlds-kampanjen på förslag av Brunei under IAU:s 100-årsjubileum. Gumala är ett malaysiskt ord, vilket betyder en magisk bezoar-sten som finns i ormar, drakar, etc.

## Egenskaper
V55652 Sagittarii är en gul till vit stjärna i huvudserien av spektralklass av F8 V,. Den har en massa motsvarande ca 1,23 solmassa, en radie motsvarande ca 1,2 solradie och utsänder energi från dess fotosfär av ca 2 gånger solen vid en effektiv temperatur av ca 6 200 K. Stjärnans metallicitet, förekomsten av andra element än väte och helium, är hög, med 162 procent av solens järnhalt, enligt trenden att stjärnor med jätteplaneter är mer metallrika. HD 179949 har klassificerats som en BY Draconis-variabel, som varierar i ljusstyrka på grund av rotationsmodulering av stjärnfläckar på ytan.

## Planetsystem
Upptäckten av en exoplanet som kretsar kring HD 179949 med en omloppsperiod på endast 3,1 dygn publicerades 2001. Den upptäcktes med radialhastighetsmetoden genom observationer av stjärnan med UCLES-spektrografen, i Anglo-Australian Telescope, som en del av Anglo-Australian Planet Search. Med en minimimassa på 92 procent av Jupiters massa är det en het Jupiter som kretsar kring stjärnan på ett avstånd av endast 0,04 AE. Dess omloppsbana är nästan cirkulär, med en excentricitet på 0,022 ± 0,015. Planeter nära dess stjärna har hög chans att passera framför den, men fotometriska observationer av HD 179949 uteslöt denna möjlighet.
| Planet | Massa           | Halv storaxel (AE) | Siderisk omloppstid (d) | Excentricitet | Inklination | Radie |
| ------ | --------------- | ------------------ | ----------------------- | ------------- | ----------- | ----- |
| b      | 0,98 ± 0,004 MJ | 0,0443 ± 0,0026    | 3,092514 ± 0,000032     | 0,022 ± 0,015 | 67,7 ± 4,3° | -     |